# 格拉納多斯 (下維拉帕斯省)
格拉納多斯（西班牙語：Granados），是危地馬拉的城鎮，位於該國中部，由下維拉帕斯省負責管轄，始建於1893年1月13日，面積248平方公里，海拔高度935米，2002年人口11,338，人口密度每平方公里45.72人。
14°54′50″N 90°31′24″W / 14.91389°N 90.52333°W